# Pintor de la Dokimasia

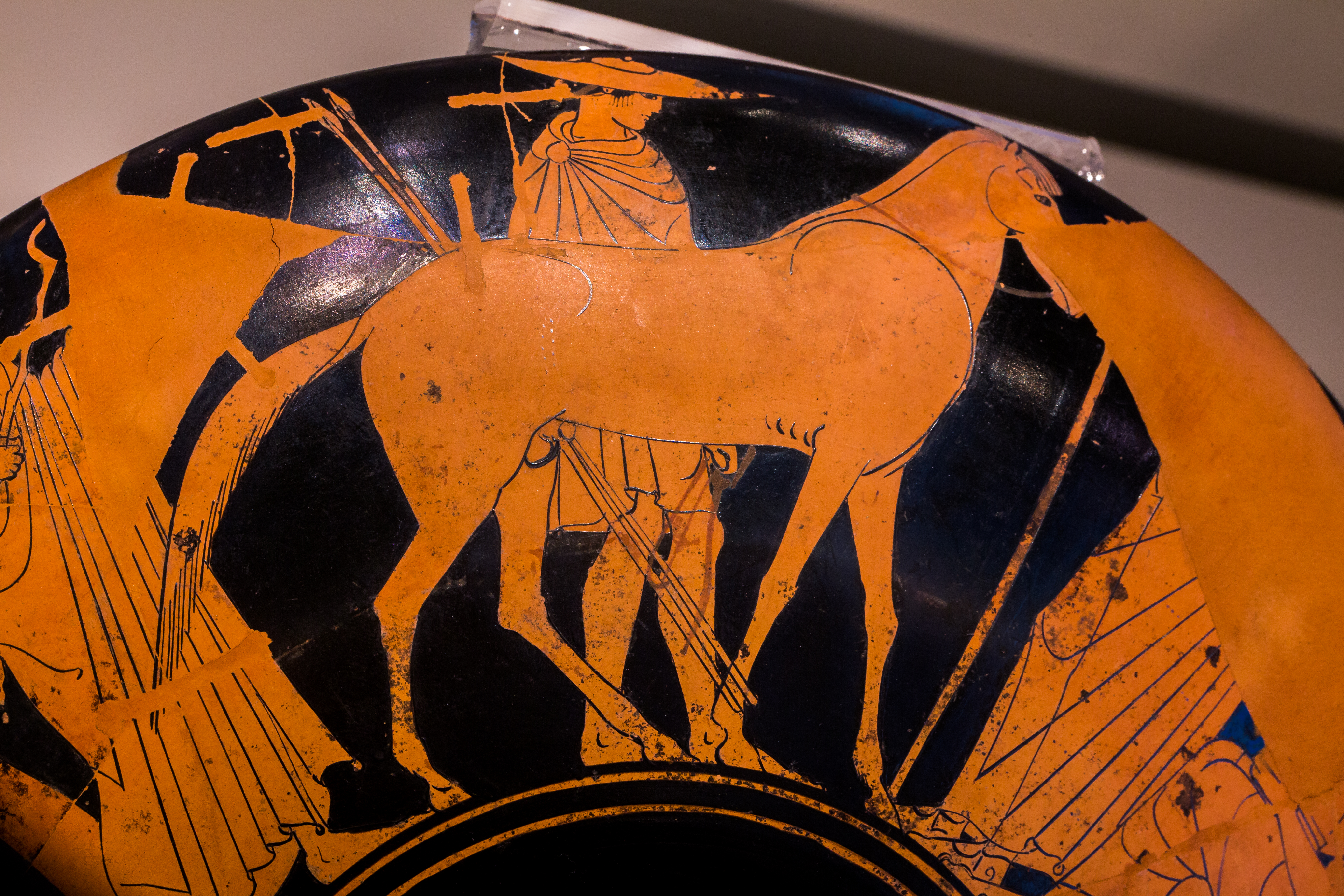
Vaso epónimo del pintor que representa una Dokimasia.

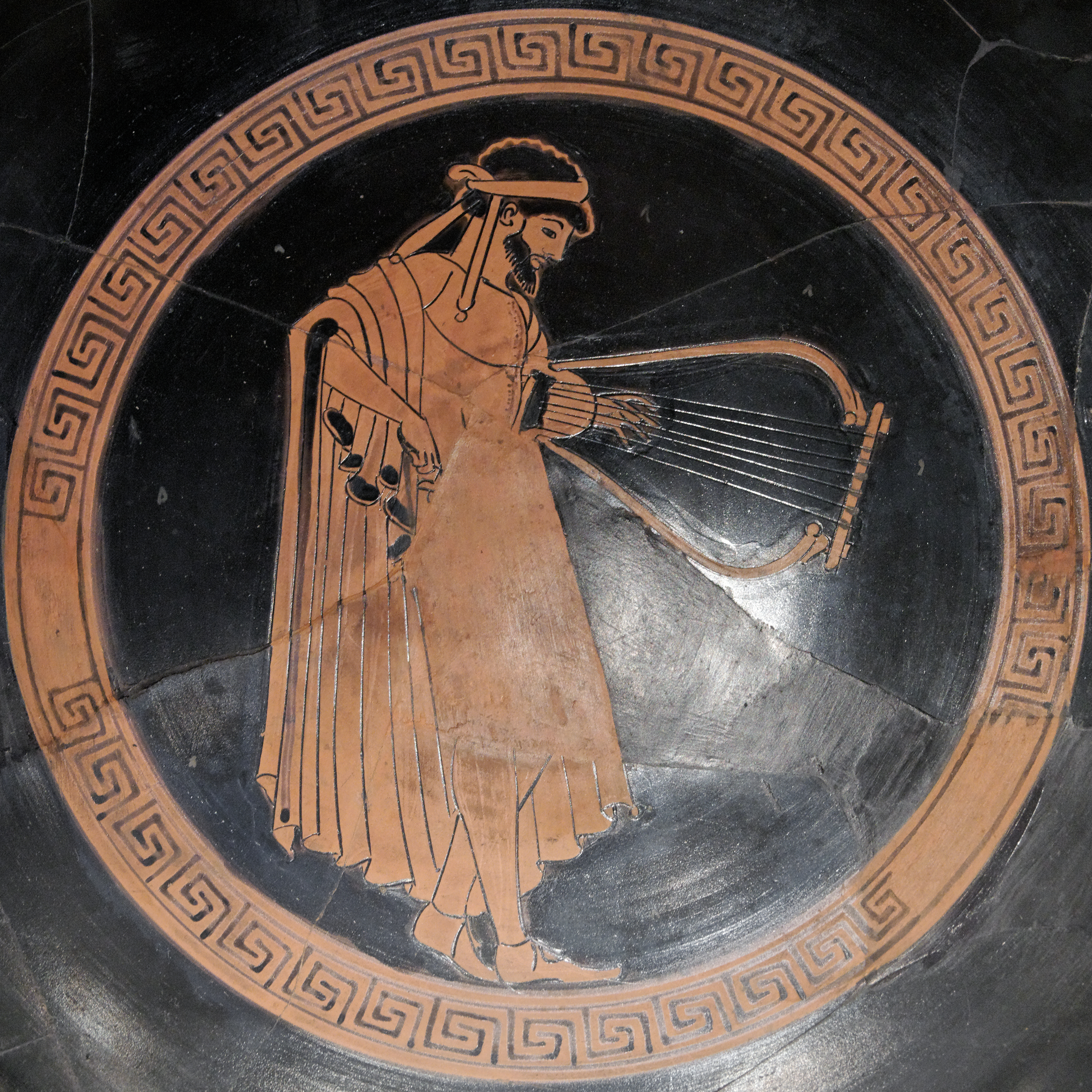
Kílix atribuido al Pintor de la Dokimasia: un hombre con una lira.

Pintor de la Dokimasia es el nombre convenido de un pintor de vasos ático de figuras rojas que trabajó alrededor del 485-465 a. C.
Era un joven miembro de un taller en el que se pintaban copas del alfarero Brigos. John Beazley le dio el nombre del vaso en el que se inspeccionan los caballos de los efebos en las fiestas de la dokimasia. Junto con otros notables pintores de vasos como el Pintor de Briseida, el Pintor de la Fundición y el Pintor de la Gigantomaquia, recibió la influencia del taller del Pintor de Brigos, uno de los pintores de vasos de figuras rojas más importantes de la época arcaica tardía.
Aunque parece que se especializó en pintar copas, como obra posterior, también se le atribuyeron pinturas en otras formas de vasos, a saber, estamnos, cráteras de cáliz y cálatos. Sus temas, aparte de la dokimasia, eran por ejemplo hoplitódromos, simposios, comos o escenas de enseñanza, y también pintó escenas de la mitología griega, por ejemplo de las leyendas de los héroes Heracles y Teseo o del cantante Orfeo.